# Parki narodowe we Włoszech

Parki narodowe we Włoszech

Włoskie parki narodowe zajmują około 5 procent powierzchni kraju. Parkami tymi zarządza włoskie Ministerstwo Środowiska Naturalnego (wł. Ministero dell'Ambiente).
Najstarszym parkiem jest Park Narodowy Gran Paradiso, który powstał w 1922, najmłodszym Park Narodowy Appennino Lucano-Val d'Agri-Lagonegrese ustanowiony w 2007. W sumie parki narodowe we Włoszech zajmują powierzchnię 15 000 km². Największy jest Park Narodowy Pollino o powierzchni ok. 1925 km².
We Włoszech istnieją w sumie 24 parki narodowe.
| L.p. | Nazwa parku narodowego                                        | Założony | Regiony                           | Powierzchnia (km²) | Wzniesienie          | Wysokość (m n.p.m.) | Zdjęcie                 | Mapa |
| ---- | ------------------------------------------------------------- | -------- | --------------------------------- | ------------------ | -------------------- | ------------------- | ----------------------- | ---- |
| 1.   | Park Narodowy Gran Paradiso                                   | 1922     | Dolina Aosty, Piemont             | 700                | Gran Paradiso        | 4061                | Alpy Graickie           |      |
| 2.   | Park Narodowy Abruzzo                                         | 1923     | Abruzja, Lacjum, Molise           | 506,83             | Monte Petroso        | 2247                | Monte Meta              |      |
| 3.   | Park Narodowy Circeo                                          | 1934     | Lacjum                            | 84,40              | Monte Circeo         | 541                 | Przylądek Circeo        |      |
| 4.   | Park Narodowy Stelvio                                         | 1935     | Lombardia, Trydent-Górna Adyga    | 1307,00            | Ortler               | 3905                | Ortler                  |      |
| 5.   | Park Narodowy Aspromonte                                      | 1989     | Kalabria                          | 760,53             | Montalto             | 1955,92             | Aspromonte              |      |
| 6.   | Park Narodowy Dolomiti Bellunesi                              | 1990     | Wenecja Euganejska                | 315,12             | Monte Pavione        | 2335                | La Gusela del Vescovà   |      |
| 7.   | Park Narodowy Gran Sasso i Monti della Laga                   | 1991     | Marchia Ankońska, Abruzja, Lacjum | 1413,31            | Corno Grande         | 2912                | Gran Sasso              |      |
| 8.   | Park Narodowy Cilento, Vallo di Diano i Alburni               | 1991     | Kampania                          | 1810,48            | Monte Cervati        | 1898                | Półwysep Palinuro       |      |
| 9.   | Park Narodowy Majella                                         | 1991     | Abruzja                           | 628,38             | Monte Amaro          | 2793                | Le Murelle              |      |
| 10.  | Park Narodowy Gargano                                         | 1991     | Apulia                            | 1211,18            | Monte Calvo          | 1065                | Gargano                 |      |
| 11.  | Park Narodowy Val Grande                                      | 1992     | Piemont                           | 145,98             | Monte Togano         | 2295                | Passo Val Grande        |      |
| 12.  | Park Narodowy Pollino                                         | 1993     | Basilicata, Kalabria              | 1925               | Serra Dolcedorme     | 2267                | Monte Pollino           |      |
| 13.  | Park Narodowy Foreste Casentinesi, Monte Falterona i Campigna | 1993     | Emilia-Romania, Toskania          | 364                | Monte Falterona      | 1654                | Monte Falco             |      |
| 14.  | Park Narodowy Monti Sibillini                                 | 1993     | Marchia Ankońska, Umbria          | 697,22             | Monte Vettore        | 2476                | Monte Vettore           |      |
| 15.  | Park Narodowy Arcipelago della Maddalena                      | 1994     | Sardynia                          | 201,46             | Monte Teialone       | 212                 | Caprera Cala Napoletana |      |
| 16.  | Park Narodowy Wezuwiusza                                      | 1995     | Kampania                          | 72,59              | Gran Cono            | 1281                | Wezuwiusz               |      |
| 17.  | Park Narodowy Wysp Toskańskich                                | 1996     | Toskania                          | 746,53             | Monte Capanne (Elba) | 1018                | Elba                    |      |
| 18.  | Park Narodowy Asinara                                         | 1997     | Sardynia                          | 269,6              | Punta Scomunica      | 408                 | Osły na Asinarze        |      |
| 19.  | Park Narodowy Gennargentu                                     | 1998     | Sardynia                          | 730                | Punta La Marmora     | 1834                | Cala Goloritzè          |      |
| 20.  | Park Narodowy Cinque Terre                                    | 1999     | Liguria                           | 38,6               | Monte Pertuso        | 820                 | Vernazza                |      |
| 21.  | Park Narodowy Appennino Tosco-Emiliano                        | 2001     | Emilia-Romania, Toskania          | 227,92             | Monte Cusna          | 2121                | Castello Carpineti      |      |
| 22.  | Park Narodowy Sila                                            | 2002     | Kalabria                          | 736,95             | Monte Botte Donato   | 1928                | Lorica                  |      |
| 23.  | Park Narodowy Alta Murgia                                     | 2004     | Apulia                            | 677,39             | Torre Disperata      | 686                 | Gravina                 |      |
| 24.  | Park Narodowy Appennino Lucano-Val d'Agri-Lagonegrese         | 2007     | Basilicata                        | 689,96             | Monte del Papa       | 2005                | Monte Volturino         |      |